# Cosmopterix abnormalis
Cosmopterix abnormalis là một loài bướm đêm thuộc họ Cosmopterigidae. Nó được tìm thấy ở quần đảo Cayman, Haiti và Jamaica.
Con trưởng thành được sưu tập giữa tháng 12 và tháng 5 và một lần nữa vào tháng 8.